# Eğri Köprü

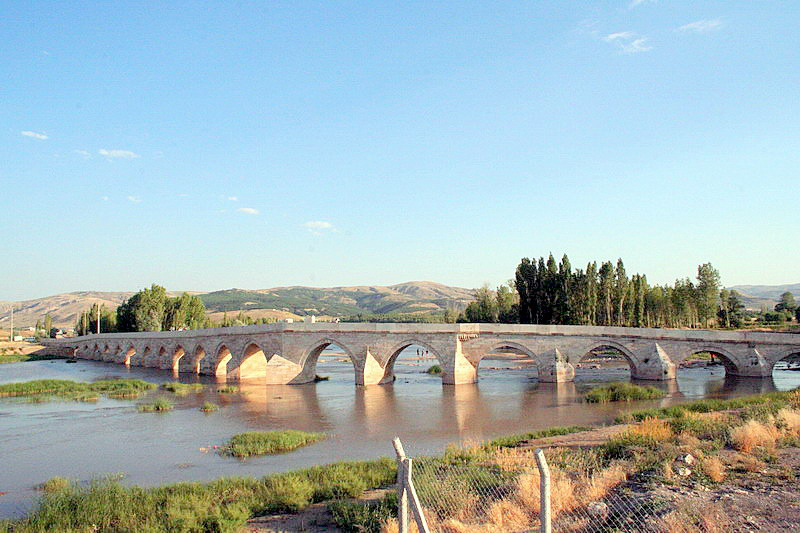
Eğri Köprü

Die Eğri Köprü (türk. für Krumme Brücke) ist eine Steinbogenbrücke über den Fluss Kızılırmak (Halys) im Südosten der Stadt Sivas in Zentralanatolien. Sie stellte die Verbindung  Sivas zur Straße nach der Stadt Malatya auf dem Weg nach Syrien und Mesopotamien her. Seit der Errichtung einer modernen Straßenbrücke ca. 50 m flussaufwärts dient sie nur noch dem Fußgängerverkehr.
Das Alter dieser osmanischen Brücke ist nicht genau bekannt; man nimmt an, dass sie aus dem 16. oder 17. Jahrhundert stammt.
Sie besteht aus 18 steinernen Spitzbögen und ist insgesamt 180 m lang und 5,50 m breit. Im mittleren Bereich hat sie einen markanten Knick gegen die Strömung, wodurch sie in einen 120 m langen und einen 60 m langen Abschnitt unterteilt wird.
Da die Brücke vor kurzem restauriert wurde, hat sie ein ungewöhnlich helles und neues Aussehen.